# Sixaola
Sixaola är en ort i Costa Rica.   Den ligger i provinsen Limón, i den östra delen av landet, 170 km öster om huvudstaden San José. Sixaola ligger 7 meter över havet och antalet invånare är 1 823.
Terrängen runt Sixaola är platt åt nordost, men åt sydväst är den kuperad. Terrängen runt Sixaola sluttar österut. Runt Sixaola är det glesbefolkat, med 19 invånare per kvadratkilometer. Det finns inga andra samhällen i närheten. I omgivningarna runt Sixaola växer i huvudsak städsegrön lövskog.